# 641 Agnes
A 641 Agnes egy a Naprendszer kisbolygói közül, amit Max Wolf fedezett fel 1907. szeptember 8-án.